# 粗吻奈氏鱈
粗吻奈氏鱈，為輻鰭魚綱鱈形目鼠尾鱈科的其中一種，分布於北大西洋至幾內亞灣，包括地中海海域，屬深海底棲性魚類，深度130-3200公尺，體長可達36公分，棲息在底層水域，生活習性不明。